# Koń huculski

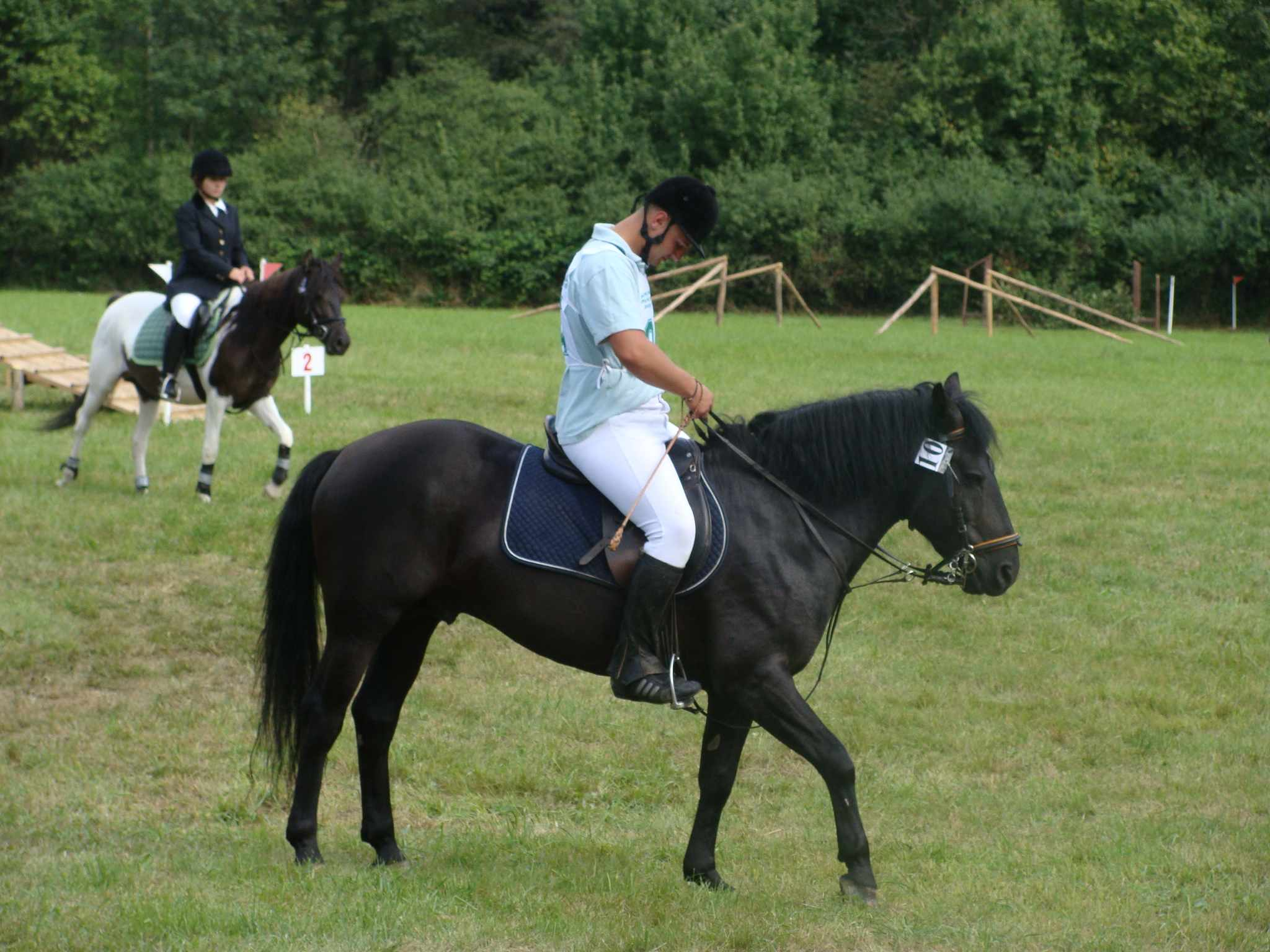
Rudawka Rymanowska, hucuł 2008

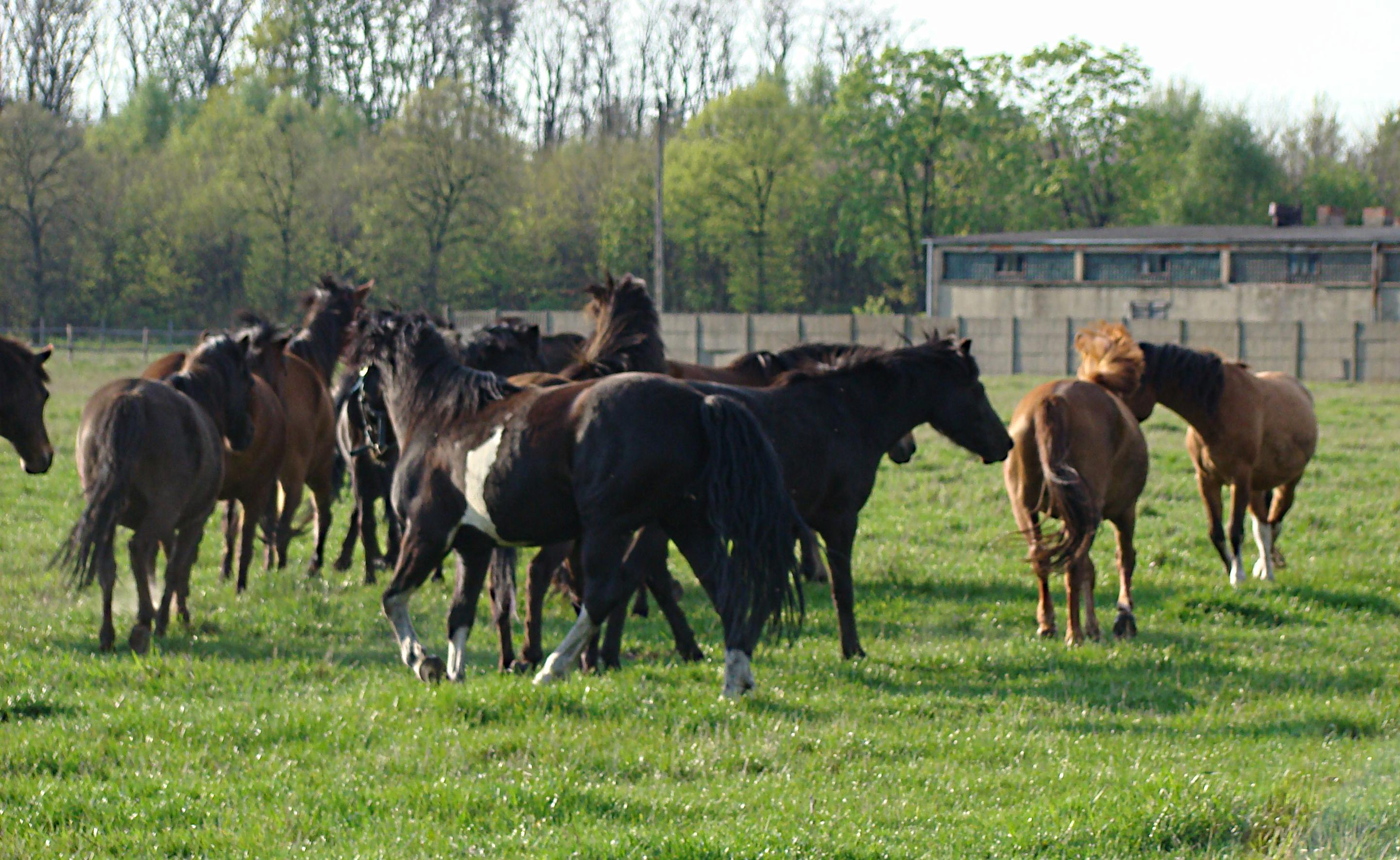
Ogier czołowy, widząc zagrożenie, zapędza stado klaczy z młodymi w bezpieczne miejsce. Stadnina Grodziec Wlkp.

Koń huculski (hucuł, huc) – rasa konia domowego, pochodząca od tarpana. Jest to rasa koni górskich krzyżowana z miejscowymi kucami i uszlachetniona przez domieszkę czystej krwi arabskiej. 
Są to konie żywotne, silne i odporne. Koni tych używano niegdyś głównie jako jucznych. Konie tej rasy bez problemów mogły przenosić ciężkie ładunki nawet po wymagających górskich ścieżkach. Po podpisaniu w 1992 roku Konwencji o różnorodności biologicznej (Polska dokument ratyfikowała w roku 1996) w kraju wprowadzono Program ochrony zasobów genetycznych koni rasy huculskiej. W jej wyniku na przestrzeni lat z 95 hucułów (łącznie 70 klaczy w SK Siary i IZ Rymanów oraz 25 ogierów w PSO Klikowa) w 1988 roku, poprzez 300 klaczy i prawie 50 ogierów w roku 1999 stan wzrósł do pięciu tysięcy koni tej rasy w roku 2014.

## Budowa
- Kształt głowy podłużny.

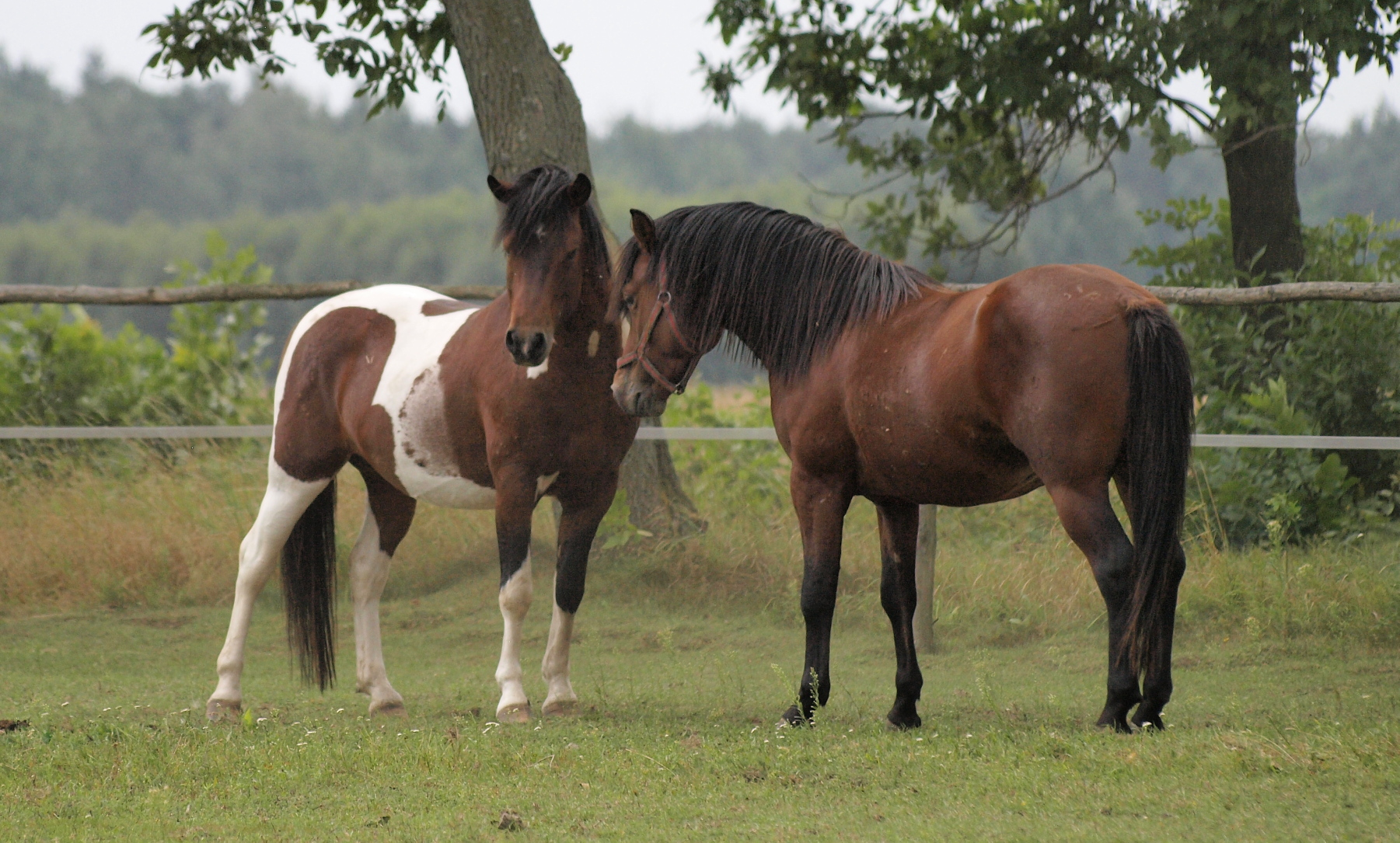
młode ogiery huculskie

- Szyja krótka i mocna, uwieńczona bujną grzywą.
- Słabo zarysowany kłąb.
- Łopatki silne, strome oraz krótkie, idealne do zaprzęgów.
- Tułów jest krótki i zwarty.
- Koń huculski ma bardzo mocny grzbiet oraz dość szerokie lędźwie.
- Zad jest zwykle ścięty.
- Kończyny ma silne i krótkie, nogi tylne czasem szablaste.
- Wysokość w kłębie ok. 132-145 cm.

Często występują wady stawów skokowych.

## Temperament
Konie huculskie są przyjaźnie nastawione do człowieka, odważne, wesołe i ciekawskie. Są spokojne, cierpliwe i inteligentne. Przez tę ostatnią cechę nie nadają się dla osób początkujących, gdyż koń jest w stanie wykorzystać każdy błąd do nieposłuszeństwa.

## Użytkowanie
Konie huculskie są wszechstronnie uzdolnione. Nadają się do prac polowych, zaprzęgu, ujeżdżenia i skoków. Konie te coraz częściej pojawiają się na zawodach westernowych i Working Equitation. Konie huculskie za swą cierpliwość, spokój i inteligencję są szeroko doceniane w hipoterapii.

## Ogólne
Występuje najczęściej w maści gniadej, myszatej lub srokatej, rzadziej karej lub bułanej. Maść kasztanowata jest niepożądana, ogiery tej maści nie są wpisywane do Ksiąg Stadnych, a klacze maści kasztanowatej mogą być wpisane do Ksiąg Stadnych pod warunkiem, że posiadają typowe cechy rasowe: ciemną pręgę przez grzbiet i pręgowanie kończyn.
Często pojawia się pręga grzbietowa i pręgowanie zebroidalne na kończynach.
Konie te mają krótki wygodny chód.
Hucuły ze względu na wzrost należą do klasy pony. Jednak błędem jest myślenie o nich jako o małych, słabych, wyłącznie domowych koniach. Są wyjątkowo silne. W okresach wojennych zasłużyły się, nosząc ekwipunki ważące do 200 kg po ścieżkach górskich. Są łagodnie usposobione i bardzo szybko się uczą.
Kolejnym walorem koni huculskich jest ich wszechstronność. Sprawdzają się zarówno pod siodłem, jak i w zaprzęgu. Z roku na rok przybywa amatorów jazdy na tych koniach, startują oni w zawodach powożenia zaprzęgami parokonnymi, ujeżdżenia, skokach przez przeszkody oraz tak zwanej ścieżce huculskiej. Hucuły zostały doceniane również w hipoterapii, gdzie niezastąpione są takie cechy, jak spokój i cierpliwość.

## Historia/pochodzenie

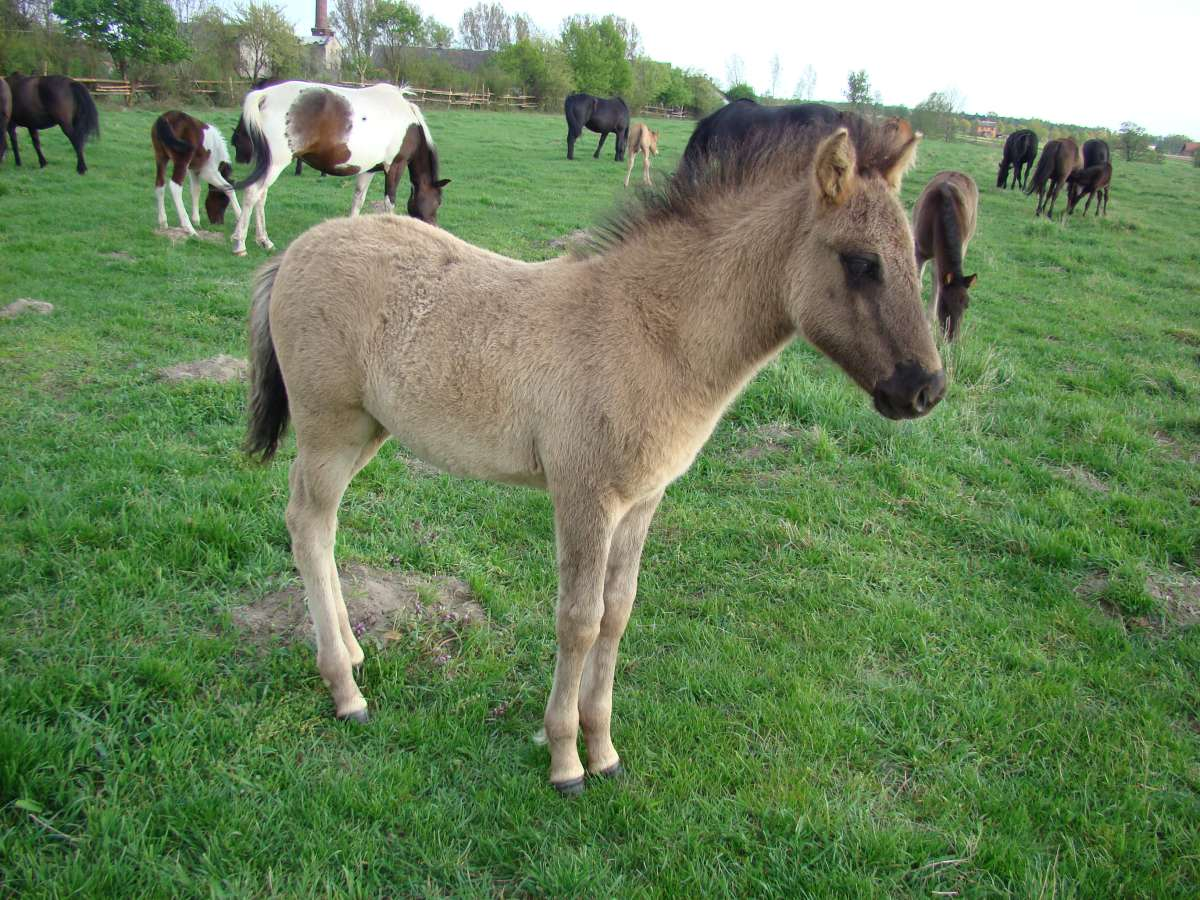
Źrebak konia huculskiego, stadnina Grodziec Wlkp.

Po raz pierwszy koń ten został wspomniany w dziele marszałka Krzysztofa Dorohostajskiego Hippica z roku 1603.
Pochodzi z Huculszczyzny, historycznej krainy we wschodniej części Karpat, zamieszkanej przez górali huculskich. Trudnili się oni głównie hodowlą, pasterstwem i pracami leśnymi. Do końca XIX w. głównie tam koncentrowała się hodowla koni huculskich.
Podczas I wojny światowej poważnie zachwiała się czystość tej rasy – sprowadzanych było wiele koni różnych ras, które krzyżowano wówczas w najróżniejszy sposób.
Po zakończeniu wojny rasę tę objęto szczególną opieką. W 1924 r. Michał Holländer zainicjował rejestrację klaczy rodnych oraz powstanie Związku Hodowców Koni Rasy Huculskiej.
Aktualnie rejestr klaczy i ogierów prowadzi się poprzez Księgę Stadną Koni Huculskich, natomiast hodowcy i miłośnicy tej rasy zrzeszeni są w Polskim Związku Hodowców Konia Huculskiego.

### Ważniejsze ośrodki hodowli
- Rumunia: Luczina
- Polska: Stadnina Koni Huculskich „Gładyszów” w Regietowie, Zakład Doświadczalny Instytutu Zootechniki Odrzechowa, Bieszczadzki Park Narodowy (Zachowawcza Hodowla Konia Huculskiego w Wołosatem), Serednie Małe, Tabun w Polanie, Stadnina Koni Huculskich Hawłowice
- Słowacja: Národný žrebčín Topoľčianky
- Węgry: Park Narodowy Aggtelek
- Czechy: Hucul Club w Pradze
- Ukraina: Gospodarstwo Połonińskie

## Czempionaty

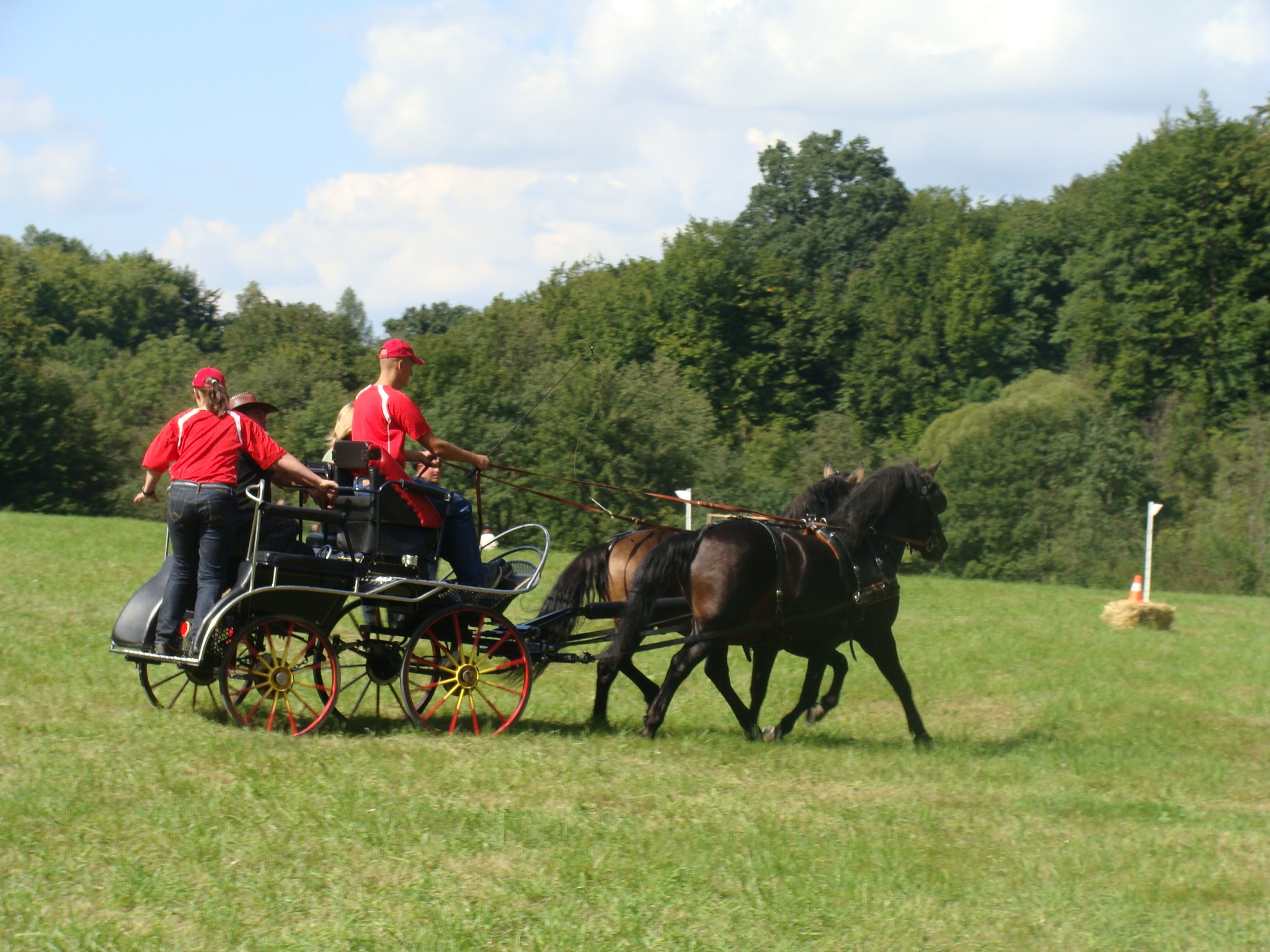
Regionalny Czempionat Konia Huculskiego w Rudawce k. Odrzechowej

Najważniejszymi wydarzeniami w sezonie są zawsze:
- Ogólnopolski Czempionat Młodzieży Koni Rasy Huculskiej, rozgrywany w czerwcu każdego roku; podczas tej imprezy wybiera się najlepszego młodego konia huculskiego.
- Ogólnopolski Czempionat Użytkowy i Hodowlany, odbywający się w połowie września w stadninie państwowej w Regietowie.